# Aimée van de Wiele
 (février 2021).
Aimée Vande Wiele (née à Saint-Gilles le 8 mars 1904 et morte à Uccle le 2 novembre 1991) est une claveciniste belge, une des actrices de la renaissance du clavecin au XXe siècle.

## Patronyme
Son nom de famille exact, ainsi repris à l'état civil, est bien Vande Wiele.
Toutefois, sur le plan artistique, son nom est orthographié Van De Wiele, van de Wiele ou Van de Wiele (comme sur son avis nécrologique d'ailleurs) ; ceci est peut-être dû à son mariage et à son parcours professionnel et artistique, essentiellement français : elle est mariée à Paul Beaudier, représentant de commerce français, et vit à Paris, 89 Avenue de Villiers, dans le 17e arrondissement.

## Biographie
Aimée Vande Wiele fait ses études au Conservatoire royal de Bruxelles avec Émile Bosquet (1878-1959), où elle gagne le prix de piano Laure Van Cutsem (du nom de la fille du mécène Henri Van Cutsem).
Elle vient ensuite à Paris, étudier auprès de Wanda Landowska et d'André Pirro avant d'entamer une carrière de concertiste et de compositeur.
En 1951 déjà, elle est membre de l'équipe de supervision musicale du court-métrage Les désastres de la guerre de Pierre Kast, pour le clavecin.
Après le décès de Wanda Landowska en 1959, elle enseigne au Conservatoire de Paris pendant de nombreuses années. Parmi ses élèves : Elisabeth Chojnacka, Marketta Valve et Pierre Watillon.
Elle a donné des récitals de clavecin en solo et joué avec des orchestres en Belgique, Grande-Bretagne, France, Italie et USA, et enregistré plusieurs disques. Ses compositeurs de prédilection sont Jean-Sébastien Bach, Jean-Philippe Rameau, Louis Couperin, François Couperin… qu'elle interprète sur clavecin moderne Pleyel.
Elle est particulièrement reconnue pour ses interprétations du Concert champêtre, le concerto en ré majeur pour clavecin et orchestre FP 49 de Francis Poulenc.
En 1965, elle fait partie du jury du premier concours international de clavecin dans le cadre du Festival Musica Antiqua de Bruges.
Elle est aussi membre de l'American Society of Composers, Authors and Publishers (ASCAP).
Parmi ses compositions propres, on peut citer Poem, une œuvre pour orchestre. Elle écrit aussi des pièces pour clavecin, pour piano, et des transcriptions de cantates et sonates pour clavecin. Elle reste cependant plus connue en tant qu'interprète.
Bien que domiciliée à Paris, elle décède à Uccle, rapprochée de sa famille, le 2 novembre 1991.
Ses funérailles sont célébrées à l'Église Notre-Dame-de-l'Annonciation à Ixelles, le 7 novembre 1991 au matin ; elle est inhumée l'après-midi auprès de son mari décédé deux ans plus tôt, dans le caveau familial des familles Beaudier-Pollet-Delamalmaison, au cimetière de Saint-Thomas, dans l'Aisne.

## Discographie

### De son vivant
- vers 1952 : Sonate En Trio En Mi Bémol Majeur et Sonate En Trio En Si Bémol Majeur, Charles-Philippe-Emmanuel Bach, LP Pathé Marconi, Classic Longue Durée, 6084[6]

- vers 1955 : Concerto in A Minor For Harpsichord, Flute, Violin and String Orchestra, Jean-Sébastien Bach, Aimée Van De Wiele (clavecin), Fernand Caratgé (flûte), Henri Merckel (violon), Concert Hall String Orchestra, Henry Swoboda (direction), LP mono Concert Hall – DL10, vinyle rouge, Édition limitée à 3.000 copies[7]
- 1958 : Concert champêtre pour clavecin et orchestre, Francis Poulenc, Orchestre De La Société Des Concerts Du Conservatoire, Pierre Dervaux (dir.), Columbia – 33 FCX 677 (face A)[8]
- Pièces Pour Clavecin, Jean-Philippe Rameau, LP Les Discophiles Français – DF 730.085[9]
- 1962 : Concert champêtre pour clavecin et orchestre, Francis Poulenc, Orchestre De La Société Des Concerts Du Conservatoire, Georges Prêtre (dir.), LP EMI His Master's Voice 2 C 069-12100 (face 2)[10]
- La Ligne D'Or Du Clavecin Français, diverses pièces baroques, LP mono Critère CRD 130, tirage limité numéroté[11]
- vers 1963 : Le Livre d'or du clavecin, diverses pièces baroques, LP stéréo Musidisc Collection Richesse Classique – 30 RC 896[12]
- 1963 : Rameau - Pièces pour clavecin, 15 pièces de Jean-Philippe Rameau, LP stéréo Toshiba EMI Seraphim – EAC-30168 (Japon)[13]
- 1965 : François Couperin. Les Fastes De La Grande Et Ancienne Ménestrandise — Les Folies Françaises — Pièces de Clavecin, LP mono Nonesuch – H-1037, LP stéréo Nonesuch – H-71037[14]
- François Couperin. Les Fastes De La Grande Et Ancienne Ménestrandise — Les Folies Françaises — Pièces de Clavecin, François Couperin le Grand, LP stéréo Les Discophiles Français – CDFA 740077[15]
- Le livre d'Or du Clavecin - Aimée Van de Wiele, 16 pièces pour clavecin, Disque 1 d'un coffret de 3 LP stéréo, Musidisc, Collection Richesse Classique , CRC 29[16]
- vers 1970 : Les danses d'Anna Magdalena, Jean-Sébastien Bach, sélection de 9 œuvres pour clavecin de Jean-Sébastien Bach, 45 tours EP longue durée Cassiopée 470 112[17]. La photo de la pochette ne représente pas Aimée Vande Wiele mais la danseuse Mireille Nègre.
- 1971 : Reflets Des Nuits de Septembre, Aimée Van De Wiele & Luciano Sgrizzi, Pour le clavecin ou le pianoforte !, Œuvres de Haydn, Mozart, Beethoven, Kozeluch, LP Alpha – DB 176[18]
- 1986 : Concert champêtre, Francis Poulenc, accompagnée de l'Orchestre du Conservatoire de Paris, Georges Prêtre (dir.), LP stéréo EMI Angel Eminence AE-34492 et K7 stéréo Dolby EMI Angel Eminence 4AE-34492[19]
- 1990 : Gigue, Elisabeth Jacquet de la Guerre, rur le recueil "La musique française des origines à nos jours", box de 4 compact discs, Adès 14.171-2, disque 2[20]
- J.S. Bach: Récital 1, Intégrale des 30 Variations Goldberg BWV 988, Jean-Sébastien Bach, enregistrée au Théâtre des Champs-Élysées, 15 Avenue Montaigne, Paris 8e, LP mono Cassiopée 370178, CD stéréo Cassiopée 969078[7]
- J.S. Bach: Récital 2, Concerto italien en fa majeur BWV 971, Cahiers d'Anna Magdalena Bach (Prélude et Danses), Caprice pour le Départ d'un Frère Bien-aimé en si bémol majeur BWV 992, Jean-Sébastien Bach, , enregistrée au Théâtre des Champs-Élysées, 15 Avenue Montaigne, Paris 8e, LP et CD Cassiopée 370180[7]

### Rééditions de ses enregistrements, incluses dans des compilations
- Le Livre D'or De La Musique Classique : Flûte - Harpe - Clavecin, Disque 1 : Le Livre D'or Du Clavecin - Pièces d'Attaignant, Louis Couperin, Jean-Philippe Rameau, François Couperin..., Musidisc – Collection Richesse Classique – CRC 28[16]
- mai 1994 : Musique à Versailles au temps du Roi-Soleil, François (le grand) François (le grand) Couperin, Pièces de clavecin livre 2, ordre 6, 1717, "Les baricades mistérieuses" - Pièces de clavecin livre 4, ordre 25, 1730, "Les ombres errantes" - Pièces de clavecin livre 3, ordre 18, 1722, "Le tic-toc-choc ou les maillotins", EMI Classics CZS 5 68107 2[21]
- juillet 1994 : Francis Poulenc - Œuvres orchestrales, Francis Poulenc, le "Concert champêtre en ré majeur pour clavecin et orchestre" FP 49, Orchestre De La Société Des Concerts Du Conservatoire, Georges Prêtre (dir.), EMI Classics CZS 7 62690 2[22]
- décembre 1998 : Francis Poulenc - Concertos, musique symphonique & religieuse, Francis Poulenc, "Concert champêtre en ré majeur pour clavecin et orchestre" FP 49, Pierre Dervaux (dir.), EMI Classics 7243 5 66837 2 3[22]
- 2002 : Mozart: Sonata for violin and piano K379 – Bach: Sonata No.5 in F minor for Violin and Harpsichord, la "Sonate n° 5 en fa mineur pour violon et clavecin" BWV 1018, Jean-Sébastien Bach, enregistrement original du 24 mai 1959, Aimée Van De Wiele (piano) et Jeanne Gautier (violon), LP n° OR I dans un box de 4 LP mono une face inédits, "L'Archet d'Or Series 1 - 2002", série limitée à 250 exemplaires, Coup D'Archet[23]
- 2003 : Concert Champêtre, Concerto For Two Pianos, Organ Concerto, Francis Poulenc, le "Concert champêtre en ré majeur pour clavecin et orchestre" FP 49, Orchestre De La Société Des Concerts Du Conservatoire, Pierre Dervaux (dir.), EMI Classics – 7246 5 62649 2 2[24]
- 2009 : Poulenc - Organ Concerto • Piano Concerto • Concerto Champêtre • Concerto For Two Pianos • Aubade • Les Biches, Francis Poulenc, "Concert champêtre en ré", Orchestre De La Société Des Concerts Du Conservatoire, Pierre Dervaux (dir.), EMI Classics – 50999 6 95584 2 9[25]